# 하랄 2세 (노르웨이)

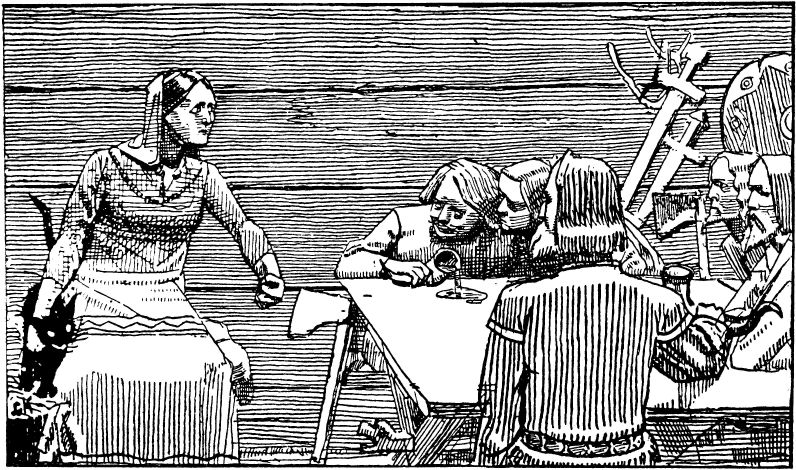

하랄 2세(노르웨이어: Harald II) 또는 하랄드 그라펠드(고대 노르드어: Haraldr gráfeldr, 노르웨이어: Harald Gråfell 하랄 그로펠[*], 덴마크어: Harald Gråfeld, 영어: Harald Greycloak, 생년 미상 ~ 970년)는 고중세 노르웨이의 왕이다.
노르웨이의 건국 시조 하랄 1세 하르파그리의 손자이며 노르웨이 2대 왕 에이리크 1세의 아들이다. 덴마크 왕 고름 가믈리의 딸 군느힐드 코눙가모디르가 어머니로, 하랄드 블라톤이 외삼촌이다. 954년 아버지 에이리크가 죽자 하랄드 그라펠드와 그 형제들은 외삼촌인 덴마크의 하랄드 블라톤 왕을 끌어들여 막내 친삼촌인 노르웨이 왕 하콘 고디에 대한 반역을 일으켰다. 이 내전으로 055년의 라스타르칼브 전투, 961년의 피탸르 전투 등이 있었다.
하콘 왕이 피탸르에서 전사하자 하랄드 그라펠드와 그 형제들이 노르웨이의 왕이 되었다. 그러나 이들의 영향력은 서부 노르웨이에만 미칠 뿐이었다. 961년, 외삼촌 하랄드 블라톤이 노르웨이로 와서 하랄드 그라펠드가 노르웨이의 왕이며 그는 자신의 제후로 복속될 것이라 선언했다.
하랄드 그라펠드는 시구르드 하콘손, 트뤼그베 올라프손, 구드뢰드 비외른손 등의 지방 실력자들을 숙청하면서 권력을 키웠다. 노르웨이 최북단 홀로갈란드까지 자기 세력권에 넣은 하랄드 그라펠드는 노르웨이 해안선 무역로를 손에 넣게 되었다. 또 뱌르말란드(오늘날의 러시아 북부 아르항겔스크 일대)로 바이킹 원정을 하기도 했다. 이러한 국력 신장으로 인해 하랄드 그라펠드의 노르웨이는 하랄드 블로탄의 덴마크에서 점차 독립하게 되었다.
970년, 덴마크를 방문한 하랄드 그라펠드는 자신이 숙청한 시구르드 하콘손의 아들 하콘 시구르다르손의 음모로 암살되었다. 하콘 시구르다르손은 이때 하랄드 블라톤의 부하가 되어 있었다. 음모 계획의 대가로 하콘 시구르다르손은 자기 아버지의 작위였던 라데 백작위를 계승했다. 하랄드 그라펠드의 형제들은 노르웨이로 도망쳤다. 이후 하랄드 블라톤은 노르웨이의 왕위를 자신이 겸임하고 하콘 시구르드손을 현지 정무를 담당하는 일종의 총독으로 임명했다.